# كارل نونيز
كارل نونيز (7 يونيو 1894 بكينغستون في جامايكا - 23 يوليو 1958 بلندن في الإمبراطورية الرومانية) (بالإنجليزية: Karl Nunes)‏ هو لاعب كريكت جامايكي. شارك مع منتخب الهند الغربية للكريكت ومنتخب جامايكا الوطني للكريكت.

## وصلات خارجية
- كارل نونيز على موقع إي آس بي آن كريك إنفو (الإنجليزية)